# Württembergischer Sparkassen- und Giroverband
Der Württembergische Sparkassen- und Giroverband (WSGV) war von 1920 bis 2001 als Körperschaft des öffentlichen Rechts der Dachverband der Sparkassen in Württemberg.

## Organisation
Der Württembergische Sparkassen- und Giroverband war eine Körperschaft des öffentlichen Rechts. Mitglieder des Verbands waren die Sparkassen im Volksstaat Württemberg, die in den Oberämtern eingerichtet waren, und deren Träger. Nach der Gründung des Bundeslands Baden-Württemberg waren die Sparkassen in den Regierungspräsidien Stuttgart und Tübingen Mitglieder des Verbands. Die Mitgliedschaft war nach dem Sparkassengesetz vorgegeben; ein Austritt aus dem Verband war deshalb nicht möglich.
Leiter des Verbands und Vertreter nach außen war der Verbandspräsident. Der Sitz des Verbands befand sich in Stuttgart.

## Vorläufer
Am 29. Juni 1885 wurde der Württembergische Sparkassenverband in Stuttgart gegründet. Erster Verbandspräsident war Theophil Friedrich von Hack, Oberbürgermeister der Stadt Stuttgart. Am 3. August 1916 wurde der Württembergische Giroverband gegründet, dessen Aufgabe wie bei den anderen Giroverbänden in Deutschland die Etablierung des bargeldlosen Zahlungsverkehrs war.

## Geschichte
Der Württembergische Sparkassen- und Giroverband wurde am 15. November 1920 durch die Vereinigung des Württembergischen Sparkassenverbands mit dem Württembergischen Giroverband gegründet. Nach der Bankenkrise von 1931 erhielten die württembergischen Sparkassen und ihre zentrale Bankanstalt, die Württembergische Girozentrale, am 24. März 1932 durch das Sparkassengesetz eigene Rechtspersönlichkeit und Personalhoheit. 1933 erfolgte die Gleichschaltung im Nationalsozialismus. Am 25. April 1938 wurden durch das Gesetz über die Landeseinteilung von den damals bestehenden 61 württembergischen Oberämtern 27 aufgehoben und das ganze Land in 34 Landkreise und drei Stadtkreise neu eingeteilt. Aus den Oberamtsparkassen entstanden Kreissparkassen. Nach dem Zweiten Weltkrieg wurde Württemberg zwischen der Französischen und der Amerikanischen Besatzungszone aufgeteilt. Die Einheitlichkeit des Sparkassenverbands in Württemberg konnte daher erst nach der Entstehung des neuen Bundeslandes Baden-Württemberg am 25. April 1952 wieder in vollem Umfang hergestellt werden. Am 4. Juli 1967 wurde das bis dahin getrennte badische mit dem württembergischen Sparkassenrecht durch das Sparkassengesetz Baden-Württemberg zusammengeführt. Im Zuge der Kreisreform ging die Zahl der württembergischen Landkreise 1975 auf 23 zurück. Durch die Zusammenführung der Sparkassen der vereinigten Landkreise verringerte sich die Zahl der Sparkassen auf 25. Es folgte zudem der Zusammenschluss der Württembergischen Landessparkasse mit der Städtischen Spar- und Girokasse Stuttgart zur Landesgirokasse Stuttgart.
Zum 1. Januar 2001 wurde der Württembergische Sparkassen- und Giroverband mit dem Badischen Sparkassen- und Giroverband zum Sparkassenverband Baden-Württemberg zusammengeführt.

### Präsidenten des Württembergischen Sparkassen- und Giroverbands
Nach dem Zweiten Weltkrieg hatte der Württembergische Sparkassen- und Giroverband folgende Präsidenten:
- Robert Goetz 1946–1954
- Erwin Breitmeyer 1955
- Hans Häcker 1956–1967
- Karl Stolz 1967–1981
- Bruno Rühl 1981–1991
- Heinrich Haasis 1991–2000